# FIAT-Revelli M1914
FIAT–Revelli M1914 — итальянский станковый пулемёт начала XX века, разработанный в 1910-х годах под руководством полковника Абиеля Ревелли (Abiel Revelli) и производившийся компанией FIAT. Являлся основным пулемётом Итальянской армии в период Первой мировой войны и до начала Второй мировой войны.

## История создания
FIAT–Revelli M1914 был разработан в рамках модернизации вооружений Королевской итальянской армии. Конструкция базировалась на принципах работы систем с использованием отдачи затвора и масляного смазывания патронов. Производство пулемёта было поручено компании FIAT, что также отразилось в названии оружия.
M1914 был принят на вооружение в 1914 году, сразу перед вступлением Италии в Первую мировую войну. Он стал первым полностью итальянским пулемётом, разработанным без лицензии у иностранных производителей.

## Конструкция
Пулемёт FIAT–Revelli M1914 представлял собой охлаждаемый водой станковый пулемёт с коробчатым магазином на 50 патронов. Использовал патроны 6,5 × 52 мм Манлихер-Каркано — стандартный боеприпас итальянской армии того времени.
Пулемёт имел предохранитель и два режима огня — одиночный, и автоматический
Имел относительно новую систему водного охлаждения. В отличие от других пулемётов того времени, которые использовали паровые конденсационные трубки, он использовали систему циркуляции воды.

## Боевое применение
FIAT–Revelli M1914 широко применялся в Первой мировой войне, где итальянская армия испытывала острую нехватку современного автоматического оружия. Он также использовался в колониальных конфликтах и на ранних этапах Второй мировой войны, несмотря на свою устарелость к тому моменту.
Пулемёт использовался в основном в оборонительных целях из за своей громоздкости, и склонности к перегреву и загрязнению.
Во время Второй мировой войны пулемёт подвергался критике за 
малый темп стрельбы,
низкую надёжность,
сложность в обслуживании и
ограниченный объём боекомплекта.
Из-за использования устаревшего патрона и слабой огневой мощи он постепенно был заменён более современными образцами, такими как Breda Mod. 30 и MG 42 (после капитуляции Италии и перевооружения немецкими войсками).

## Пользователи
- Италия
- Нацистская Германия — 6,5-мм пулемёт Mitriaglice Fiat 14 состоял на вооружении вермахта под обозначением schwere MG 200(i).
- Югославия — трофейное оружие партизан.